# Kommunistisk Samling
Kommunistisk Samling var en dansk, kommunistisk förening, som existerade mellan 2005 och 2006. Föreningens enda syfte var att arbeta för en sammanslagning med Danmarks Kommunistiske Parti/Marxister-Leninister (DKP/ML). Föreningen bestod av utbrytare från Kommunistisk Parti i Danmark (KPiD), som hade valt att lägga ner partiet, för att de var missnöjda med, att ledningen hade stoppat förhandlingarna om en sammanslagning med DKP/ML.
Föreningen lades ner i överenskommelse med sina stadgar vid sammanslagning med DKP/ML den  11–12 november 2006 och därefter bildades Kommunistisk Parti.